# Ivor Atkins
Ivor Atkins (29. listopadu 1869 – 26. listopadu 1953) byl velšský varhaník a skladatel.

## Život
Narodil se do hudební rodiny v Llandaffu. V roce 1892 získal titul na The Queen's College na Oxfordské univerzitě. V letech 1890 až 1893 byl asistentem varhaníka v Herefordské katedrále a následně do roku 1897 varhaníkem v St Laurence's Church ve městě Ludlow. V letech 1897 až 1950 byl varhaníkem ve Worcesterské katedrále. Později upravil skladbu Miserere od Gregoria Allegriho.